# Guy Paternotte
Guy Paternotte (né le 22 avril 1921 à Bordeaux en Gironde, et mort le 12 mars 2009 à Pau est un joueur français de football qui évoluait au poste de défenseur.

## Biographie
Originaire de Bordeaux, il débute avec le club de sa ville natale des Girondins de Bordeaux en 1943 mais ne reste d'une seule saison (il ne dispute que deux rencontres).
Paternotte part ensuite pour l'Olympique d'Alès avec qui il reste en tout six saisons.
Guy Paternotte devient ensuite entraîneur du FC Pau pour deux saisons à partir de 1961. En 1964, il prend en charge les Juniors du club. 
Il devient ensuite responsable de l'école de football de l'AS Gabaston, futur FC 2 Vallées, en 1984.